# Gran Premio d'Italia 2013
Il Gran Premio d'Italia 2013 è stata la dodicesima prova della stagione 2013 del campionato mondiale di Formula 1. Si è tenuta domenica 8 settembre 2013 sul Circuito di Monza. La gara è stata vinta dal tedesco Sebastian Vettel su Red Bull Racing-Renault, al suo trentaduesimo successo nel mondiale. Vettel ha preceduto sul traguardo lo spagnolo Fernando Alonso su Ferrari ed il suo compagno di squadra, l'australiano Mark Webber.

## Vigilia

### Sviluppi futuri
Daniel Ricciardo, attuale pilota della Toro Rosso, è scelto dalla Red Bull Racing quale sostituto di Mark Webber, che ha annunciato di voler abbandonare della Formula 1 al termine della stagione. La Sauber invece non conferma l'olandese Robin Frijns nel ruolo di pilota di riserva per il 2014.
Una prima bozza del calendario 2014 prevede 21 gare: l'inizio avverrebbe il 16 marzo col Gran Premio d'Australia, la fine sarebbe fissata al 30 novembre col Gran Premio del Brasile. Il Gran Premio del Messico rientrerebbe in calendario a ottobre, al posto della gara prevista nel New Jersey; nello stesso mese ci sarebbe l'esordio per il Gran Premio di Russia. Viene confermato il rientro per il Gran Premio d'Austria, il Gran Premio di Spagna resterebbe a Barcellona, mentre quello di Corea verrebbe spostato ad aprile.

### Aspetti tecnici
Per questo Gran Premio la Pirelli, fornitrice unica degli pneumatici, ha deciso di fornire gomme a mescola media e gomme a mescola dura.
La FIA individua due zone per l'attivazione del DRS. La prima lungo la Curva del Serraglio, con il punto per la determinazione del distacco tra i piloti fissata alla Seconda di Lesmo; l'altra zona è definita lungo il rettifilo principale, con detection point stabilito alla Parabolica.
Il circuito è oggetto di alcune migliorie, al fine di garantire una maggiore sicurezza. Tali lavori hanno riguardato rifacimento del muretto di sinistra della Prima variante, l'allargamento della via di fuga della Seconda Variante, l'allungamento dei cordoli e della Techpro alle due curve di Lesmo e l'allungamento dei cordoli all'uscita della Ascari.
La Lotus fornisce al solo Kimi Räikkönen una versione a passo lungo della E21. Nel corso del weekend di gara la scuderia britannica è tornata poi a utilizzare la vettura a passo lungo. Successivamente è stato reso noto che tale versione della vettura era stata bocciata dai commissari della FIA in quanto infrangeva la regola che prevede che l'inizio del fondo scalinato parta dalla tangente interna della ruota anteriore per arrivare alla tangente di quella posteriore.

### Aspetti sportivi
I commissari di pista minacciano uno sciopero per protestare contro il mancato versamento del totale del rimborso spese previsto per l'edizione 2012 della gara. La decisione sarebbe maturata dopo una comunicazione dell'ACI che il versamento della parte dei rimborsi ancora dovuti sarebbe slittata in futuro. La situazione è stata regolarizzata prima dell'inizio del weekend di gara.
La Force India assume, come pilota di riserva, il britannico James Calado. Il pilota, che ha effettuato i Young Driver Test con la scuderia indiana, attualmente partecipa alla GP2 Series. È stato anche annunciato che Calado parteciperà alla prove libere del Gran Premio d'Italia. Alla prima sessione del venerdì ha partecipato anche Heikki Kovalainen, sostituendo Giedo van der Garde alla Caterham.
La Toro Rosso modifica leggermente la livrea delle sue monoposto per supportare il lancio di una nuova bibita energetica della Red Bull, la The red Italian Edition. La Lotus annuncia una nuova sponsorizzazione: si tratta dell'Emaar Properties, azienda operante nel settore immobiliare.
Lo statunitense Danny Sullivan è nominato commissario aggiunto per il Gran Premio. Il pilota, che ha disputato in carriera 15 Gran Premi iridati in F1, ha già svolto questa funzione in passato, l'ultima nel Gran Premio d'Ungheria 2012.

## Prove

### Resoconto
Il più rapido nella prima sessione di prove libere è Lewis Hamilton; il britannico ha preceduto Fernando Alonso e l'altro pilota della Mercedes, Nico Rosberg. I tempi però sono molto vicini, tanto che i primi quindici piloti sono nel lasso di un secondo. I piloti hanno testato gomme dure, preservando le coperture a mescola media per la sessione pomeridiana.
Jenson Button è stato sottoposto a indagine dei commissari per uso improprio del DRS mentre Felipe Massa, a sessione terminata, nel corso di una prova di partenza ha toccato la riga bianca della pit lane, sfiorando il tamponamento con Alonso. Non avendo ottenuto vantaggi non è stato penalizzato ma la sua scuderia è stata multata per 10.000 €.
Nella sessione pomeridiana il più veloce è Sebastian Vettel, l'unico che scende al di sotto del muro dell'1 e 25. Il tedesco ha preceduto il compagno di scuderia Mark Webber, staccato di 6 decimi, e le due Lotus. Quinto è Alonso, con la Ferrari che non migliora di molto nel passaggio da gomme dure e gomme medie.
Vettel si è confermato anche nella terza sessione, essendo il più rapido sia con gomme medie che con gomme dure. Ha preceduto Fernando Alonso e il compagno alla Red Bull Mark Webber, che hanno ottenuto i tempi migliori all'ultimo tentativo. Alla Ferrari hanno cercato di creare un effetto scia tra i piloti, con Alonso a seguire da vicino Felipe Massa sui lunghi rettifili.

### Risultati
Nella prima sessione del venerdì si è avuta questa situazione:
| Pos | Nº | Pilota          | Costruttore | Tempo    | Gap    | Giri |
| --- | -- | --------------- | ----------- | -------- | ------ | ---- |
| 1   | 10 | Lewis Hamilton  | Mercedes    | 1'25"565 |        | 24   |
| 2   | 3  | Fernando Alonso | Ferrari     | 1'25"600 | +0"035 | 25   |
| 3   | 9  | Nico Rosberg    | Mercedes    | 1'25"704 | +0"139 | 25   |

Nella seconda sessione del venerdì si è avuta questa situazione:
| Pos | Nº | Pilota           | Costruttore             | Tempo    | Gap    | Giri |
| --- | -- | ---------------- | ----------------------- | -------- | ------ | ---- |
| 1   | 1  | Sebastian Vettel | Red Bull Racing-Renault | 1'24"453 |        | 39   |
| 2   | 2  | Mark Webber      | Red Bull Racing-Renault | 1'25"076 | +0"623 | 39   |
| 3   | 7  | Kimi Räikkönen   | Lotus-Renault           | 1'25"116 | +0"663 | 36   |

Nella sessione del sabato mattina si è avuta questa situazione:
| Pos | Nº | Pilota           | Costruttore             | Tempo    | Gap    | Giri |
| --- | -- | ---------------- | ----------------------- | -------- | ------ | ---- |
| 1   | 1  | Sebastian Vettel | Red Bull Racing-Renault | 1'24"360 |        | 18   |
| 2   | 3  | Fernando Alonso  | Ferrari                 | 1'24"643 | +0"283 | 13   |
| 3   | 2  | Mark Webber      | Red Bull Racing-Renault | 1'24"677 | +0"317 | 22   |

## Qualifiche

### Resoconto
Nella prima fase vengono eliminati i piloti di Caterham, Marussia, assieme a Valtteri Bottas e Esteban Gutiérrez. La lotta per evitare l'eliminazione è molto serrata, tanto che alcuni piloti sono costretti a montare gomme medie, tra cui Kimi Räikkönen. Il miglior tempo è di Sebastian Vettel, che sfrutta solo gli ultimi minuti della sessione.
La Q2 è caratterizzata da alcune sorprese: vengono escluse le due Lotus e Lewis Hamilton. Il britannico non mancava l'accesso alla Q3 dal Gran Premio della Malesia 2010, al quale avevano fatto seguito ben 66 gare con la qualificazione per la fase decisiva. Hamilton ha effettuato, nel primo tentativo, una piccola uscita di pista alla Parabolica, mentre nel secondo tentativo è stato rallentato da Adrian Sutil. Per questa manovra il pilota della Force India è penalizzato di tre posizioni sulla griglia di partenza, pur se i commissari sportivi hanno evidenziato la non intenzionalità della manovra. Lo stesso Hamilton, al termine delle qualifiche, ha sottolineato come la responsabilità per la mancata qualifica alla Q3 fosse propria. La Mercedes ha poi svelato come il fondo piatto della vettura del britannico fosse danneggiato. Sono eliminate in questa fase anche le due Force India e Pastor Maldonado.
Nella fase decisiva Sebastian Vettel si pone subito in testa alla graduatoria. Le Ferrari hanno tentato nuovamente di far sfruttare a Fernando Alonso la scia di Felipe Massa: l'eccessiva distanza fra i due però ha impedito che tale accorgimento sortisse l'effetto desiderato, tanto che Alonso ha protestato via radio col team. Nell'ultimo tentativo la possibilità per Mark Webber di sopravanzare Vettel è stata frustrata da un'escursione di pista alla parabolica di Jean-Éric Vergne, della Toro Rosso che, innalzando una nuvola di polvere, ha rallentato l'australiano. Per Vettel è la quarantesima pole nel mondiale, la cinquantesima per la Red Bull Racing.

### Risultati
Nella sessione di qualifica si è avuta questa situazione:
| Pos                         | Nº | Pilota              | Costruttore             | Q1       | Q2       | Q3       | Griglia |
| --------------------------- | -- | ------------------- | ----------------------- | -------- | -------- | -------- | ------- |
| 1                           | 1  | Sebastian Vettel    | Red Bull Racing-Renault | 1'24"319 | 1'23"977 | 1'23"755 | 1       |
| 2                           | 2  | Mark Webber         | Red Bull Racing-Renault | 1'24"923 | 1'24"263 | 1'23"968 | 2       |
| 3                           | 11 | Nico Hülkenberg     | Sauber-Ferrari          | 1'24"776 | 1'24"305 | 1'24"065 | 3       |
| 4                           | 4  | Felipe Massa        | Ferrari                 | 1'24"950 | 1'24"479 | 1'24"132 | 4       |
| 5                           | 3  | Fernando Alonso     | Ferrari                 | 1'24"661 | 1'24"227 | 1'24"142 | 5       |
| 6                           | 9  | Nico Rosberg        | Mercedes                | 1'24"527 | 1'24"393 | 1'24"192 | 6       |
| 7                           | 19 | Daniel Ricciardo    | STR-Ferrari             | 1'24"655 | 1'24"290 | 1'24"209 | 7       |
| 8                           | 6  | Sergio Pérez        | McLaren-Mercedes        | 1'24"635 | 1'24"592 | 1'24"502 | 8       |
| 9                           | 5  | Jenson Button       | McLaren-Mercedes        | 1'24"739 | 1'24"563 | 1'24"515 | 9       |
| 10                          | 18 | Jean-Éric Vergne    | STR-Ferrari             | 1'24"630 | 1'24"575 | 1'28"050 | 10      |
| 11                          | 7  | Kimi Räikkönen      | Lotus-Renault           | 1'24"819 | 1'24"610 | N.D.     | 11      |
| 12                          | 10 | Lewis Hamilton      | Mercedes                | 1'24"589 | 1'24"803 | N.D.     | 12      |
| 13                          | 8  | Romain Grosjean     | Lotus-Renault           | 1'24"737 | 1'24"848 | N.D.     | 13      |
| 14                          | 15 | Adrian Sutil        | Force India-Mercedes    | 1'25"030 | 1'24"932 | N.D.     | 17      |
| 15                          | 16 | Pastor Maldonado    | Williams-Renault        | 1'24"905 | 1'25"011 | N.D.     | 14      |
| 16                          | 14 | Paul di Resta       | Force India-Mercedes    | 1'25"009 | 1'25"077 | N.D.     | 15      |
| 17                          | 12 | Esteban Gutiérrez   | Sauber-Ferrari          | 1'25"226 | N.D.     | N.D.     | 16      |
| 18                          | 17 | Valtteri Bottas     | Williams-Renault        | 1'25"291 | N.D.     | N.D.     | 18      |
| 19                          | 21 | Giedo van der Garde | Caterham-Renault        | 1'26"406 | N.D.     | N.D.     | 19      |
| 20                          | 20 | Charles Pic         | Caterham-Renault        | 1'26"563 | N.D.     | N.D.     | 20      |
| 21                          | 22 | Jules Bianchi       | Marussia-Cosworth       | 1'27"085 | N.D.     | N.D.     | 21      |
| 22                          | 23 | Max Chilton         | Marussia-Cosworth       | 1'27"480 | N.D.     | N.D.     | 22      |
| Tempo limite 107%: 1'30"221 |    |                     |                         |          |          |          |         |

Con i tempi in grassetto sono visualizzate le migliori prestazioni in Q1, Q2 e Q3.

## Gara

### Resoconto
Per motivi precauzionali la Ferrari decide di sostituire il motore sulla vettura di Felipe Massa, prima del via del Gran Premio. Essendo uno degli otto a disposizione in stagione per il pilota, Massa non subisce arretramenti in griglia. Anche la McLaren di Jenson Button evidenzia un problema all'alimentazione, che però viene risolto prima del via.
Sebastian Vettel mantiene il comando della gara, seguito da Felipe Massa; dietro Fernando Alonso non riesce a passare Mark Webber. Quinto è Nico Hülkenberg, seguito da Nico Rosberg e Daniel Ricciardo. Kimi Räikkönen è costretto, al termine del primo giro, a sostituire l'ala anteriore, danneggiata alla prima chicane in un contatto con Sergio Pérez. Si ritira per incidente Paul di Resta, che sbaglia la frenata della Variante della Roggia colpendo la Lotus di Romain Grosjean e danneggiando la sospensione anteriore sinistra della sua vettura.
Alonso sale presto al secondo posto, prima passando Webber all’esterno alla Roggia al terzo giro, poi anche Massa, alla prima chicane, al giro 8. In testa Vettel allunga però senza problemi al ritmo di due/tre decimi a giro. Al dodicesimo giro Lewis Hamilton, quando è undicesimo, è richiamato ai box per una foratura lenta. L'inglese sconta anche l'assenza del collegamento radio coi box.
Al giro 23 vanno al cambio gomme le due Red Bull Racing; un giro dopo tocca a Massa che rientra in pista dietro a Webber. Fernando Alonso che stava recuperando su Vettel negli ultimi giri allunga fino al giro 27; dopo le polemiche del dopo qualifiche, il muretto Ferrari asseconda la volontà del suo pilota ma, in questo modo, il distacco dal leader sale da meno di cinque a oltre dieci secondi. Quinto è Räikkönen, che ha effettuato il cambio gomme al primo giro, quando ha sostituito l'alettone danneggiato al via. Il finlandese va al pit stop al giro 31.
Un giro dopo Hamilton, che aveva già passato Rosberg, al giro 29, passa anche Hülkenberg per la quinta piazza. Il britannico effettua al giro 38 il suo secondo cambio di gomme, scendendo in quattordicesima posizione, alle spalle di Raikkonen. Nelle parti alte della classifica Vettel (la cui vettura ha la luce intermittente rossa posteriore sempre accesa) comanda sempre con un certo margine su Alonso, che inizia a essere tallonato da Webber.
Negli ultimi giri Hamilton è capace di una bella rimonta, con cui passa Raikkonen e poi le due McLaren, che lo riporta in nona posizione all'arrivo. Sebastian Vettel vince per la trentaduesima volta nel mondiale, precedendo Fernando Alonso e Mark Webber.

### Risultati
I risultati del Gran Premio sono i seguenti:
| Pos | Nº | Pilota              | Costruttore             | Giri | Tempo/Ritiro/Media         | Griglia | Punti |
| --- | -- | ------------------- | ----------------------- | ---- | -------------------------- | ------- | ----- |
| 1   | 1  | Sebastian Vettel    | Red Bull Racing-Renault | 53   | 1h18'33"352 - 234.268 km/h | 1       | 25    |
| 2   | 3  | Fernando Alonso     | Ferrari                 | 53   | +5"467                     | 5       | 18    |
| 3   | 2  | Mark Webber         | Red Bull Racing-Renault | 53   | +6"350                     | 2       | 15    |
| 4   | 4  | Felipe Massa        | Ferrari                 | 53   | +9"361                     | 4       | 12    |
| 5   | 11 | Nico Hülkenberg     | Sauber-Ferrari          | 53   | +10"355                    | 3       | 10    |
| 6   | 9  | Nico Rosberg        | Mercedes                | 53   | +10"999                    | 6       | 8     |
| 7   | 19 | Daniel Ricciardo    | STR-Ferrari             | 53   | +32"329                    | 7       | 6     |
| 8   | 8  | Romain Grosjean     | Lotus-Renault           | 53   | +33"130                    | 13      | 4     |
| 9   | 10 | Lewis Hamilton      | Mercedes                | 53   | +33"527                    | 12      | 2     |
| 10  | 5  | Jenson Button       | McLaren-Mercedes        | 53   | +38"327                    | 9       | 1     |
| 11  | 7  | Kimi Räikkönen      | Lotus-Renault           | 53   | +38"695                    | 11      |       |
| 12  | 6  | Sergio Pérez        | McLaren-Mercedes        | 53   | +39"765                    | 8       |       |
| 13  | 12 | Esteban Gutiérrez   | Sauber-Ferrari          | 53   | +40"880                    | 16      |       |
| 14  | 16 | Pastor Maldonado    | Williams-Renault        | 53   | +49"085                    | 14      |       |
| 15  | 17 | Valtteri Bottas     | Williams-Renault        | 53   | +56"827                    | 18      |       |
| 16  | 15 | Adrian Sutil        | Force India-Mercedes    | 52   | Freni                      | 17      |       |
| 17  | 20 | Charles Pic         | Caterham-Renault        | 52   | +1 giro                    | 20      |       |
| 18  | 21 | Giedo van der Garde | Caterham-Renault        | 52   | +1 giro                    | 19      |       |
| 19  | 22 | Jules Bianchi       | Marussia-Cosworth       | 52   | +1 giro                    | 21      |       |
| 20  | 23 | Max Chilton         | Marussia-Cosworth       | 52   | +1 giro                    | 22      |       |
| Rit | 18 | Jean-Éric Vergne    | STR-Ferrari             | 14   | Trasmissione               | 10      |       |
| Rit | 14 | Paul di Resta       | Force India-Mercedes    | 0    | Collisione con R.Grosjean  | 15      |       |

## Classifiche mondiali

### Piloti
| Pos | Pilota           | Punti |
| --- | ---------------- | ----- |
| 1   | Sebastian Vettel | 222   |
| 2   | Fernando Alonso  | 169   |
| 3   | Lewis Hamilton   | 141   |
| 4   | Kimi Räikkönen   | 134   |
| 5   | Mark Webber      | 130   |
| 6   | Nico Rosberg     | 104   |
| 7   | Felipe Massa     | 79    |
| 8   | Romain Grosjean  | 57    |
| 9   | Jenson Button    | 48    |
| 10  | Paul di Resta    | 36    |
| 11  | Adrian Sutil     | 25    |
| 12  | Sergio Pérez     | 18    |
| 13  | Daniel Ricciardo | 18    |
| 14  | Nico Hülkenberg  | 17    |
| 15  | Jean-Éric Vergne | 13    |
| 16  | Pastor Maldonado | 1     |

### Costruttori
| Pos | Team                    | Punti |
| --- | ----------------------- | ----- |
| 1   | Red Bull Racing-Renault | 352   |
| 2   | Ferrari                 | 248   |
| 3   | Mercedes                | 245   |
| 4   | Lotus-Renault           | 191   |
| 5   | McLaren-Mercedes        | 66    |
| 6   | Force India-Mercedes    | 61    |
| 7   | STR-Ferrari             | 31    |
| 8   | Sauber-Ferrari          | 17    |
| 9   | Williams-Renault        | 1     |

## Decisioni della FIA
Al termine della gara, Paul di Resta, protagonista di un incidente al primo giro, è stato oggetto di una reprimenda da parte dei commissari per aver tamponato Romain Grosjean nell'occasione.